# Phú An (Bình Dương)
Phú An is een xã van huyện Bến Cát, een huyện in de provincie Bình Dương.
Phú An ligt in het zuidwesten van het district en grenst in het oosten aan thị trấn Mỹ Phước, de hoofdplaats van het district. De afstand tot het centrum van Ho Chi Minhstad bedraagt ongeveer een kilometer. Bij Phú An stroomt de Thị Tính in de Sài Gòn.
De oppervlakte van Phú An bedraagt ongeveer 19,64 km². Phú An heeft 6629 inwoners.